# Bisdom Digos
Het bisdom Digos (Latijn: Dioecesis Digosensis) is een rooms-katholiek bisdom met als zetel Digos, op de Filipijnen. Het omvat de provincie Davao del Sur. Het bisdom is suffragaan aan het aartsbisdom Davao. 

## Geschiedenis
Het bisdom werd opgericht op 5 november 1979, uit delen van het aartsbisdom Davao. 

## Parochies
Het bisdom had in 2021 een oppervlakte van 4.327 km2 en telde 1.199.770 inwoners waarvan 68,3% rooms-katholiek was.

## Bisschoppen
- Generoso Cambronero Camiña (20 december 1979 - 11 februari 2003)
- Guillermo Dela Vega Afable (11 februari 2003 - heden; coadjutor sinds 24 april 2002)

## Galerij van afbeeldingen

Wapen van het bisdom

Davao (aartsbisdom) · Digos · Mati · Tagum